# WCT Tournament of Champions 1988
Il WCT Tournament of Champions 1988 è stato un torneo di tennis giocato sulla terra verde. Si è giocato al West Side Tennis Club di Forest Hills negli Stati Uniti. È stata la 12ª edizione del singolare, la 9a del doppio. L'evento fa parte del Nabisco Grand Prix 1988. Si è giocato dal 2 all'8 maggio 1988.

## Campioni

### Singolare maschile
Andre Agassi ha battuto in finale  Slobodan Živojinović con il punteggio di 7–5, 7–6, 7–5

### Doppio maschile
Jorge Lozano /  Todd Witsken hanno battuto in finale  Pieter Aldrich /  Danie Visser con il punteggio di 6–3, 7–6